# Luciana Salazar
Luciana Salazar Moreso (Buenos Aires, 7 de noviembre de 1980) es una actriz, cantante, modelo, presentadora y vedette argentina.

## Biografía
Hija de Liliana Moreso y Fernando Salazar. Tiene tres hermanas: Maite, Marisol y Camila. Creció en el barrio porteño de Belgrano. Realizó sus estudios secundarios en el Colegio Nuestra Señora de la Misericordia y su preparación universitaria en Artes Escénicas y Canto. Comenzó su carrera en 1983, cuando grabó su primer video comercial para Ford Taunus. Ya en su adolescencia, comenzó a hacer sus primeros pasos como modelo en 1996, posando para distintas campañas publicitarias y tomando clases de baile y canto.

## Vida personal
Entre 2011 y 2018 estuvo en pareja con el economista Martín Redrado.
Luciana es madre de Matilda, quien nació en 2017 en Sarasota, Florida (Estados Unidos). Martín Redrado no es el padre biológico de Matilda pero está a cargo de su manutención a la par de Luciana.

## Carrera
Su salto a la fama fue en 2000, cuando posó para las revistas Noticias, de la Editorial Perfil, en la que fue tapa y Vogue en español, de la Editorial Condé Nast, en la que salió en las páginas. 
Su debut en televisión fue el 4 de abril de 2001, en el programa humorístico Poné a Francella.
En Estados Unidos, fue tapa de la revista masculina Esquire, de la editorial Hearst Magazines, en octubre de 2002.
También hizo notas periodísticas para el canal América en enero del 2003.
En octubre de 2003 tuvo una aparición en los MTV Video Music Awards Latinoamérica mostrando sus senos, apenas cubiertos por dos pequeños stickers con el logo de MTV para llamar la atención.
En teatro, durante 2003 protagonizó la comedia teatral "Pijamas". En 2004 la comedia musical "La era del pingüino" como vedette junto a Jorge Guinzburg y Miguel Ángel Cherutti.
En 2004, participó en algunos episodios de la telecomedia argentina Los Roldán y además protagonizó varios sketch de supuestas cámaras ocultas en el programa El Show de Videomatch.[cita requerida] También tuvo una notable aparición en la televisión chilena ya que fue invitada por Televisión Nacional de Chile al programa De pe a pa el 24 de octubre de 2004. También fue invitada al programa Don Francisco presenta que se emitía desde los Estados Unidos.
En febrero del 2005 fue elegida reina del Festival Internacional de la Canción de Viña del Mar en Chile. Además fue conductora de "Luli in Love" en el canal Playboy TV.[cita requerida]
Actuó en 2006 en Amo de Casa. Fue también animadora de la sección "Vedetón" de la Teletón 2006 de Chile.
Luciana concursó en el telerrealidad de baile Bailando por un sueño 3 conducido por Marcelo Tinelli donde obtuvo el sexto puesto tras 2 meses de competencia.
En 2006 hizo su debut cinematográfico en "Bañeros 3, Todopoderosos".[cita requerida]
En 2007 dobló la voz del personaje de historieta argentina Cachorra en la película animada Isidoro: la Película y coprotagonizó en 2008 la película humorística Brigada Explosiva: Misión Pirata.
En 2008 fue vedette en "Cristina en el País de las Maravillas", junto a Nito Artaza, Antonio Gasalla y Cacho Castaña.[cita requerida]
En 2008 firmó contrato con el sello Warner Music. Al año siguiente lanzó 4 sencillos llamados Fascinate!, ¿Ahora que hago?, Sucios Pensamientos y Anímate a Vivir.
En 2011 realizó una participación en la ficción Un año para recordar en el rol de Jazmín y como cantante en la banda musical Main Out. En noviembre de ese año conforma el proyecto musical Main Out con los cubanos Seinel & Whaire, realizando su primera presentación en el programa de Susana Giménez.
En 2012 realizó una participación en los capítulos finales de la ficción Graduados en el rol de Mara.
En 2015 Salazar concursó en el telerrealidad de baile Bailando por un sueño conducido por Marcelo Tinelli donde obtuvo el duodécimo puesto tras seis meses de competencia. 
En 2017 anunció a los medios que es mamá por primera vez gracias a un vientre de alquiler.
En agosto de 2018 realizó una participación especial en la ficción Cien días para enamorarse interpretando a la abogada Silvia Cafarole y en la actualidad es animadora del programa de espectáculos y farándula Chismoses, del canal Net TV.
En el programa Showmatch 30 años, Luciana también participó en el Súper Bailando 2019.
En 2025, Luciana se suma a la plataforma para adultos DivasPlay.

## Trabajos

### Televisión
| 2001-2002 | Poné a Francella                          | Participación en sketchs               |
| 2002-2003 | Intrusos en el espectáculo                | Cronista                               |
| 2023      | MTV Video Music Awards Latinoamérica 2003 | Presentadora                           |
| 2003-2004 | El Show de Videomatch                     | Participación en sketchs               |
| 2005      | SQP                                       | Panelista                              |
| 2005      | Gasalla en Pantalla                       | Panelista                              |
| 2005      | Showmatch                                 | Participación en sketchs               |
| 2005      | Luli in Love                              | Conductora                             |
| 2006      | Showmatch: Bailando por un sueño 3        | Participante - 10.ma eliminada         |
| 2006      | Teletón 2006                              | Animadora del segmento "Vedetón"       |
| 2007      | Astros de la Risa                         | Participación en sketchs               |
| 2010      | Showmatch: Bailando por un Sueño 2010     | Participante, abandonó voluntariamente |
| 2014      | Animales sueltos                          | Conductora                             |
| 2015      | Showmatch: Bailando 2015                  | Participante - 16.va eliminada         |
| 2016      | Canta si puedes                           | Jurado                                 |
| 2018      | Luciana Mamá                              | Protagonista del Docu-Reality          |
| 2018-2019 | Chismoses                                 | Conductora                             |
| 2019      | Showmatch: Súper Bailando 2019            | Participante - 12.va eliminada         |
| 2019      | Tarde pero temprano                       | Conductora                             |
| 2020-2021 | Polémica en el bar                        | Panelista                              |
| 2021      | Showmatch: La Academia                    | Participante, abandono voluntario      |
| Ficciones |                                           |                                        |
| Año       |                                           | Título                                 |
| 2003      | Costumbres argentinas                     | Alejandra                              |
| 2004      | Los Roldán                                | Flavia                                 |
| 2006      | Amo de Casa                               | Luciana Baltazar                       |
| 2006      | Gladiadores de Pompeya                    | Ella misma                             |
| 2010      | Teatro en Chilevisión                     | Lulita                                 |
| 2011      | Un año para recordar                      | Jazmín                                 |
| 2012      | Graduados                                 | Mara Arrp                              |
| 2018      | Cien días para enamorarse                 | Silvia Cafarole                        |

### Cine
| Año  | Película                         | Personaje                    |
| ---- | -------------------------------- | ---------------------------- |
| 2006 | Luli in love                     | Luli                         |
| 2006 | Bañeros 3: todopoderosos         | Luciana "La Lechona"         |
| 2007 | Isidoro: la película             | Cachorra                     |
| 2008 | Brigada Explosiva: Misión Pirata | Luciana "Lulita"             |
| 2014 | Bañeros 4: Los Rompeolas         | Luciana "La Lechona" (Cameo) |
| 2015 | Locos sueltos en el zoo          | Paz                          |
| 2018 | ¿Qué puede pasar?                | Mónica                       |

### Teatro
| Año       | Obra                                  |
| --------- | ------------------------------------- |
| 2003-2004 | Pijamas                               |
| 2004      | La Era del Pingüino                   |
| 2008      | Cristina en el País de las Maravillas |
| 2012      | Bom bom, Cabaret Enjoy (en Chile)     |
| 2013      | Amor Porteño                          |
| 2015      | Casa Fantasma                         |

## Discografía
| Año  | Álbum   | Estudio      |
| ---- | ------- | ------------ |
| 2009 | LuliPop | Warner Music |

### Sencillos
| Año  | Canción                                                                                  |
| ---- | ---------------------------------------------------------------------------------------- |
| 2015 | Me voy enamorando (Dueto con Maluco)                                                     |
| 2012 | Give Me Love (Dueto Seinel y Whaire)                                                     |
| 2011 | Me Voy (Dueto con Seinel y Whaire)                                                       |
| 2009 | Animate a Vivir                                                                          |
| 2009 | Fascinate                                                                                |
| 2009 | Sucios Pensamientos (Dueto con Frescolate)                                               |
| 2009 | Y Ahora                                                                                  |
| 2006 | Luli In Love (cortina musical de "Luli in Love" por Playboy TV) editado por Oid Mortales |